# Сан Пиетро Виминарио
Сан Пиѐтро Вимина̀рио (на италиански: San Pietro Viminario; на венециански: San Piero, Сан Пиеро) е малко градче и община в Северна Италия, провинция Падуа, регион Венето. Разположено е на 7 m надморска височина. Населението на общината е 2992 души (към 2011 г.).